# Leyenda (persona)
El término leyenda, cuando se aplica a una persona, se refiere a alguien cuya vida o trayectoria ha tenido un impacto muy importante y duradero. Estas personas son reconocidas por su gran influencia, por haber marcado una época o por la forma en que sus historias han sido contadas y recordadas a lo largo del tiempo

## Concepto
En la actualidad, el término «leyenda» puede tener varios significados. Cuando se aplica a personas, generalmente se relaciona con la fama, el reconocimiento o la admiración pública. Sin embargo, a veces también implica exageración o relatos poco confiables sobre hechos o personas. Por un lado, reconoce el prestigio de una persona mientras aún está viva. Por otro, es un oxímoron, ya que el concepto suele asociarse con el pasado o con figuras ya fallecidas. En este sentido, una «leyenda» es alguien cuya vida e historia han adquirido un valor simbólico tan grande que su imagen, su nombre y su legado se vuelven representativos, casi como si fueran parte de un mito en vida.

## Uso
Una mención muy temprana del término se encuentra en la obra Les 73 journées de la Commune: du 18 mars au 29 mai 1871 de Catulle Mendès. En el texto original en francés se lee: «Vous nous apparaissez, victorieux, dans une vision lointaine; vous êtes légende», que puede traducirse al español como: «Aparecéis ante nosotros, victoriosos, en una visión lejana; sois leyenda.» Traducido al español, el discurso imaginario dirigido al anciano general Garibaldi sería: «Vuestra imagen, ceñida de laurel, se nos presenta cual visión de remotos días; sois para nosotros una leyenda viviente.»
En los medios de comunicación, especialmente en el ámbito deportivo y del espectáculo, el término se utiliza con frecuencia como recurso retórico que resalta logros excepcionales, aunque a menudo cargado de elementos de mitificación. En algunos casos, figuras destacadas del deporte han sido descritas como leyendas, tanto por su impacto histórico como por la manera en que sus trayectorias han sido exaltadas públicamente como ocurre con figuras como Diego Maradona y Pelé. Por contraste, algunas personas famosas utilizan el término de forma irónica. Por ejemplo, el guitarrista de los Rolling Stones, Keith Richards, cuando le preguntaron cómo se sentía al ser considerado una «leyenda viva», respondió con su característico humor: «Mejor una leyenda viva que una muerta».
Nelson Mandela, por su parte, rechazó categóricamente que se le denominara «leyenda». Señaló que no era beneficioso para la gente verlo como un mesías, pues eso conduciría inevitablemente a la decepción. Según él, era importante que se entendiera que los líderes políticos son personas de carne y hueso. Como dijo expresamente: «Se me puede convertir en héroe, pero no en leyenda.»

## Bibiliografía
- Peter Tepes; Birgit Zur Nieden (2001). Mythos & Literatur: Aufbau einer literaturwissenschaftlichen Mythosforschung (en alemán). Wurzburgo: Königshausen & Neumann. ISBN 3826021363.
- Georg Braungart; Harald Fricke; Klaus Grubmüller; Jan-Dirk Müller; Friedrich Vollhardt; Klaus Weimar (2010). Reallexikon der deutschen Literaturwissenschaft: Neubearbeitung des Reallexikons der deutschen Literaturgeschichte (en alemán) (3 edición). Berlín: Walter de Gruyter. ISBN 9783110914672.
- Catulle Mendès (1871). Les 73 journées de la Commune (du 18 mars au 29 mai 1871) (en francés).
- Sandra Sánchez Riquelme (2014).  Universidad de Valladolid, ed. Influencia de los medios  de comunicación en la  creación de mitos deportivos. Valladolid.
- Martin Compart (2010). 2000 Lightyears From Home: Stones, Fauser und andere Verbrechen. Books on Demand. ISBN 9783839190579.
- Richard Stengel (2010). El legado de Mandela: 15 enseñanzas sobre la vida, el amor y el valor. Grupo Planeta. ISBN 9788499983493.